# Haplacarus maharashtraensis
Haplacarus maharashtraensis är en kvalsterart som beskrevs av Pranabes Sanyal 1984. Haplacarus maharashtraensis ingår i släktet Haplacarus och familjen Lohmanniidae. Inga underarter finns listade i Catalogue of Life.